# 禁酒運動
禁酒運動（きんしゅうんどう、英語: temperance movement）は、共同体内部あるいは社会全体で、「酒の消費量を減らそう、あるいは無くそう」という運動である。酒類の生産と消費そのものを全面的に禁じようとする場合もある。
禁酒運動の動機は運動により様々であり、政治的理由や宗教的理由などが考えられる。政治的理由としてはアルコールによる健康への害を減らそうというもの、人心や家庭や社会の荒廃を防ごうとするもの（特に社会改良や社会福祉の一環として、労働者や農民などの階層で起こる様々な問題をアルコールによるものとみて禁酒を呼び掛けるもの）、家庭や社会の無駄な出費を減らそうというものがあり、一方ではキリスト教やイスラム教など宗教上の信念に基づくものがある。

## 欧米の禁酒運動
19世紀末から20世紀前半にかけては、欧米諸国で社会改善運動や道徳立て直し運動が起こると同時に、禁酒運動も盛り上がりを見せた。ヨーロッパでは1829年にアイルランドで禁酒運動団体が発足し、1830年代にはスカンジナビア諸国、スコットランド、イングランドでも団体が発足した。英国では1835年に「全国絶対禁酒教会」が発足、プロテスタント教会が集会を開き、アルコールの代替として紅茶を勧め、紅茶が広まった。19世紀後半にはスイスやドイツ、フランス、ロシアなどでもキリスト教の教職者らによる禁酒団体が成立している。アメリカの13植民地の一つ、ペンシルベニア植民地では、1733年4月24日にショーニー族の"ショーニー・インディアン"という団体による禁酒運動が起きた。これはアメリカで初めて禁酒運動を起こした団体であり、彼らは総督であるパトリック・ゴードンに、町にラム酒の樽を持ち込ませる事を禁止する様要請した。その結果、ペンシルベニア植民地評議会でこの要請は受け入れられ、4年間の飲酒は禁止となった。また、30ガロン以上のラム酒を町に持ち込んだ場合、相手が白人だろうとインディアンだろうと関係なくラム酒の樽に穴を空けそれを押収する、という結論に至った。アメリカ合衆国では1869年に政党として禁酒党（Prohibition Party）が結成され、大統領選挙では当選の見込みがないにもかかわらず度々20万票台を集めている。1873年にはキリスト教婦人矯風会（Woman's Christian Temperance Union）が発足し翌年には全国的に活動を始め、キャリー・ネイションら熱心な活動家が現われた。

## ロシアの禁酒運動
ウォッカ大国であるロシアでも、帝政時代から禁酒運動は展開されていた。
14世紀頃にロシアに伝わった蒸留酒が源流となるウォッカは、19世紀になって貨幣経済の浸透や流通網の拡大などによって農村部に浸透すると農民の飲酒が増えた。それと同時に「飲酒は祝祭時にするもの」という慣習が崩れ、アルコールへの依存が問題となった。しかし、当時ウォッカをはじめとする酒類は国の専売制だったことから、政府は税収による経済的利益を優先した。こうした酒専売制度やアルコール依存への無策に対する抗議から、1837年から1839年にかけてバルト海沿岸で禁酒運動が発生。さらに、クリミア戦争での戦費獲得のため酒税を引き上げられたことによって、禁酒運動は広がりを見せ、1859年にはコヴノ県（現・リトアニア）でカトリックの農民たちによる禁酒協会が結成された。その後、帝政ロシアにおける禁酒運動はヨーロッパやアメリカの運動とも連動して、1900年代にピークを迎えた。
ソビエト連邦時代末期の1980年代にユーリ・アンドロポフが「労働生産性向上」のために、ミハイル・ゴルバチョフは「ペレストロイカ」の一環として、禁酒運動を指導した。特にゴルバチョフは「しらふが正常」を合言葉に禁酒運動を展開したが、結局はウォッカの密造酒作りにソ連国民を駆り立て、酒税収入が激減。ソビエト連邦の崩壊のきっかけの一つになってしまった。ただし、ロシアにおける禁酒運動は完全な禁酒ではなく、過度の飲酒を戒めて「適度な飲酒」を呼び掛けるものであった。

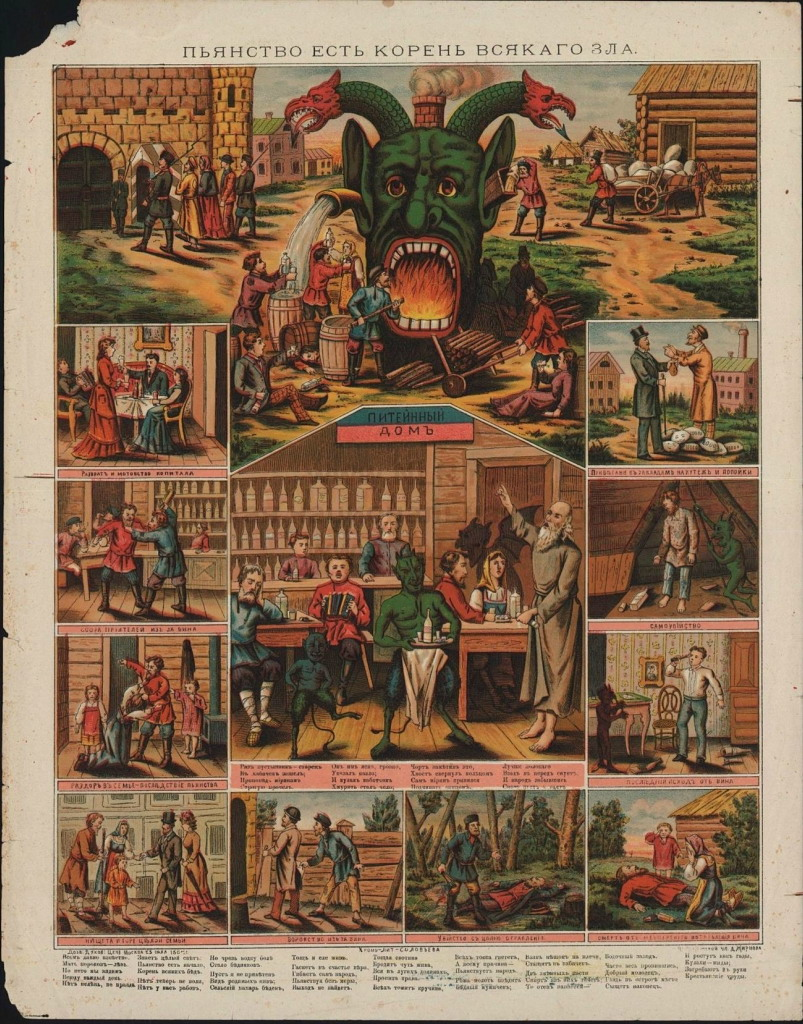
「酔いは諸悪の根源」と書かれたポスター（1902年）。ウォッカを造る蒸留器を悪魔の頭部に見立て、貧困・犯罪・自殺を引き起こすと訴えている。
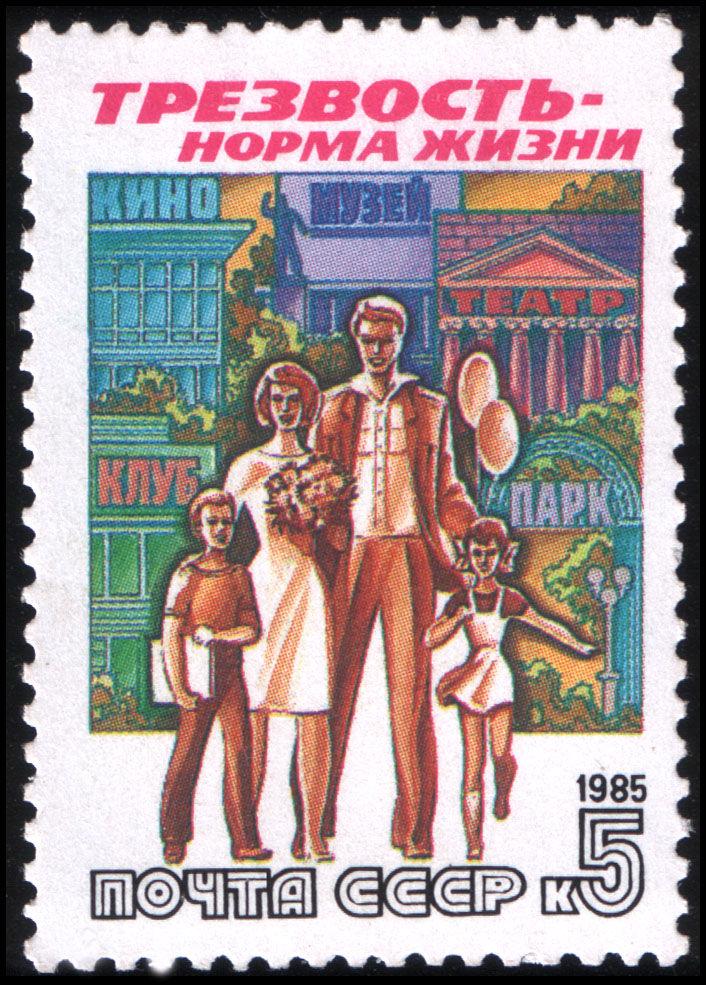
「しらふが正常」と書かれたソ連の切手（1985年）。背景にはさまざまな文化施設が描かれている。

## 日本の禁酒運動

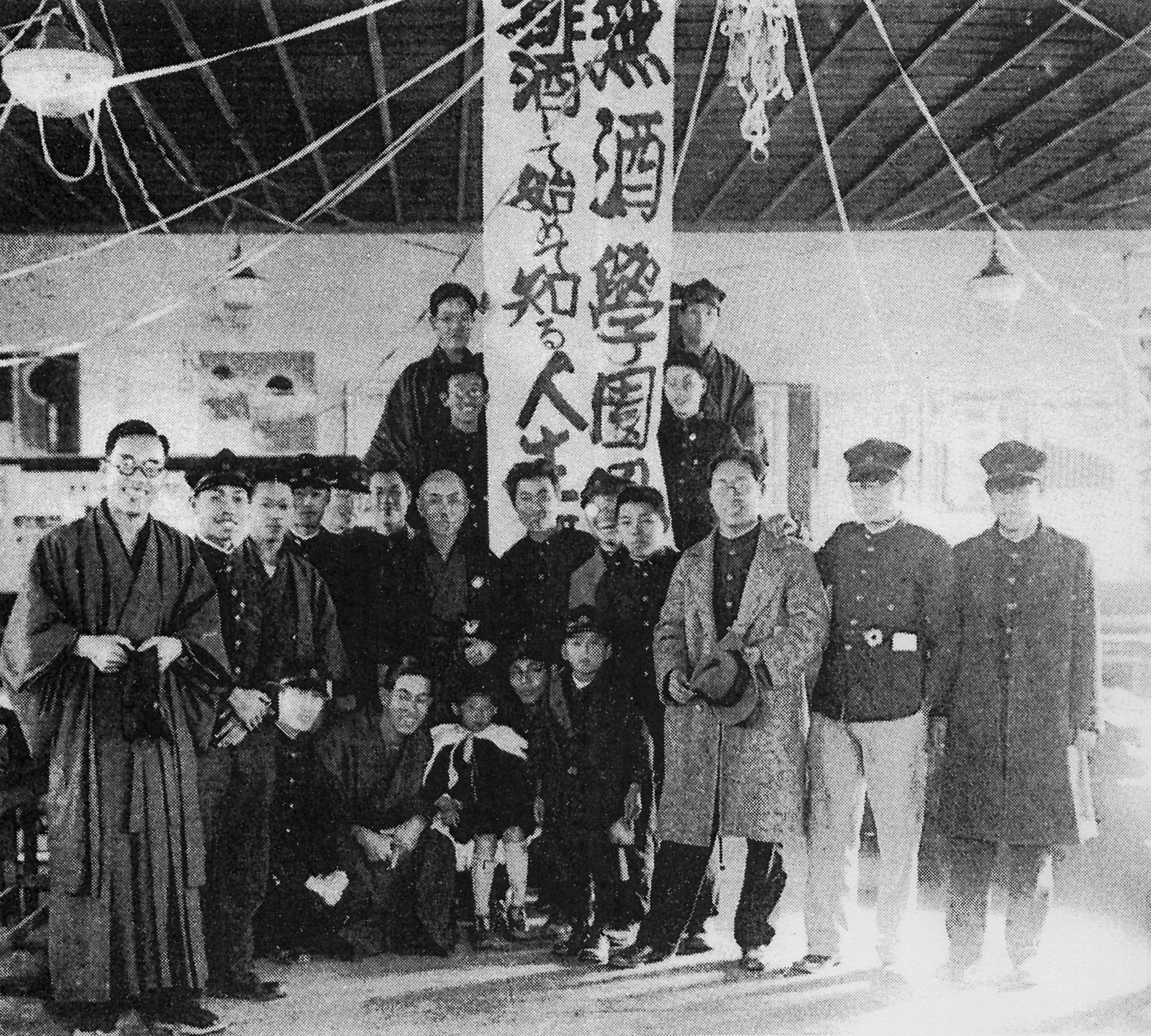
高嶋米峰の呼びかけにより結成された東洋大学排酒同盟

日本では明治6年（1873年）に、イギリス公使のハリー・パークスが後援して、外国船員禁酒会が横浜に組織された。これに刺激されて明治8年（1875年）に、奥野昌綱らによって日本初の横浜禁酒会が組織された。その後、前述のアメリカのキリスト教婦人団体の日本支部として1886年に東京婦人矯風会が結成され、1893年に全国組織の日本キリスト教婦人矯風会となり、広範囲な禁酒運動が始まった。ハワイ国の初代総領事だった外交官の安藤太郎が帰国し、横浜禁酒会と合流して明治23年（1890年）に東京禁酒会が発足した。第二次大戦後、日本禁酒同盟と改名し、矯風会同様、現在も運動を続けている。

## 公衆衛生
19世紀末には公衆衛生の立場からアルコール中毒による健康への害を防ぐために酒類の生産・消費の禁止を訴える運動も起きた。1900年代からは優生学の一環としての禁酒運動も出現し、これはナチスによる優生学・民族衛生・禁煙禁酒運動へとつながっている。

## 立法措置
20世紀前半には各国で禁酒令が打ち出されているが、特に1920年代のアメリカ合衆国における禁酒法（憲法修正第18条とボルステッド法）は名高い。